# Podlachien

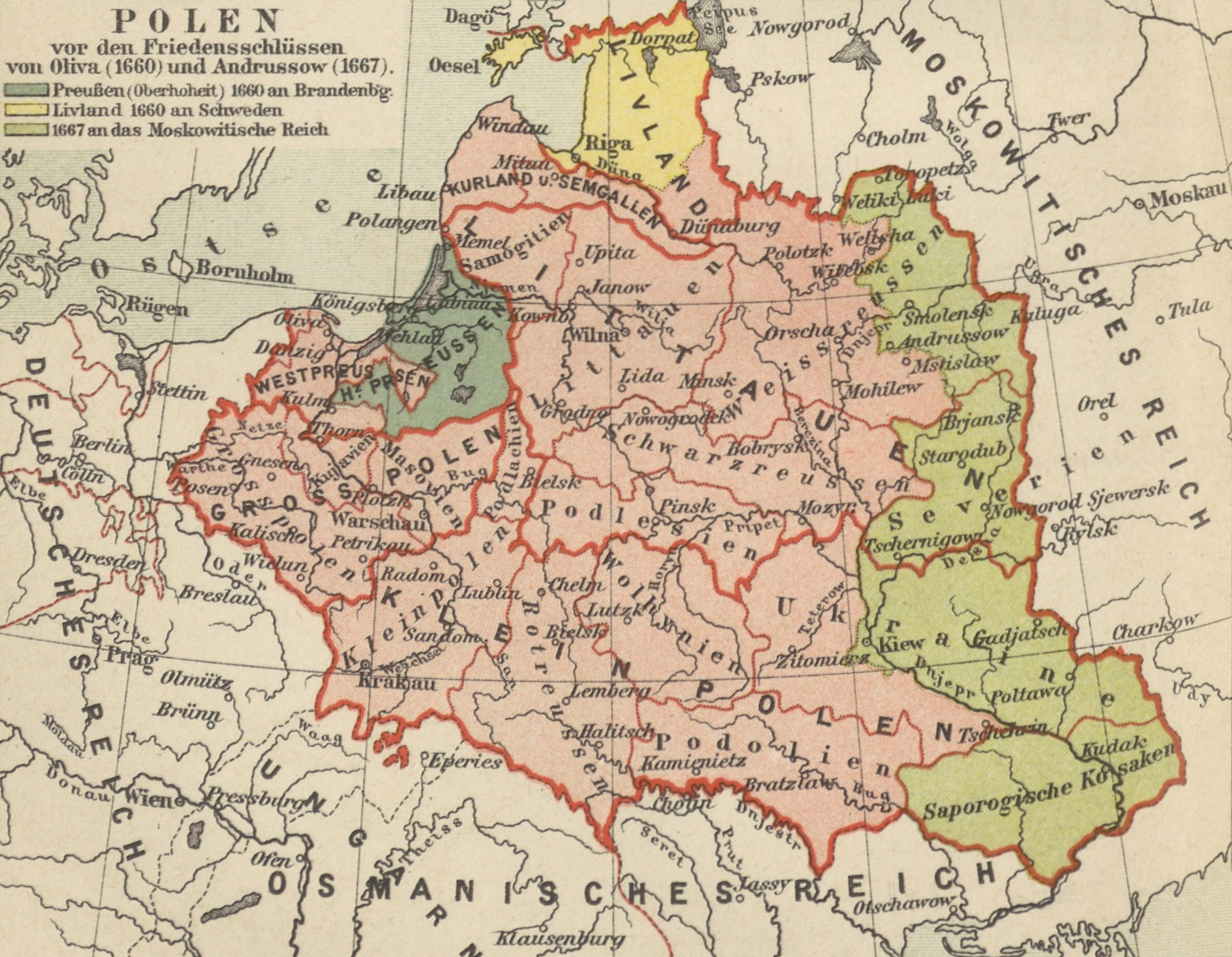
Podlachien mit dem Zentrum Bielsk

Podlachien oder Podlasien (litauisch Palenkė, belarussisch Падляшша Padljašša, polnisch Podlasie, ukrainisch Підляшшя Pidljaschschja, lateinisch Podlachia) ist eine historische Landschaft im Osten Polens zwischen dem Westlichen Bug und der Memel.
Die bedeutendsten Städte in Podlachien sind heute Białystok, Biała Podlaska und Bielsk Podlaski.
Das Gebiet ist heute größtenteils in der Woiwodschaft Podlachien organisiert. Der südliche Teil des historischen Podlachien (inklusive Biała Podlaska) gehört zur Woiwodschaft Lublin.
Im Königreich Polen-Litauen gab es bis 1795 ebenfalls eine Woiwodschaft Podlachien.